# Josip Balen
Josip Balen (Krmpote, 18. ožujka 1890. – Tucuman, 25. listopada 1963.) bio je hrvatski šumarski stručnjak.

## Životopis
Rođen je u Krmpotama kod Novoga Vinodolskog. U rodnom je mjestu završio osnovnu školu, a gimnaziju u Senju. Diplomirao je šumarstvo 1913. godine na Visokoj šumarskoj i rudarskoj školi u Banskoj Štiavnici u Slovačkoj. Doktorirao je 1923. godine te je postao prvi doktor šumarskih znanosti Poljoprivredno-šumarskog fakulteta u Zagrebu.
Radio je od 1913. do 1919. godine u upravi državnih šuma u Hrvatskoj, a kasnije kao upravitelj Nadzorništva za pošumljenje primorskog krasa u Senju. Od 1925. djelovao je u Ministarstvu šuma i rudnika u Beogradu kao voditelj Odsjeka za pošumljavanje. Od 1927. do 1941. radio je kao profesor Poljoprivredno-šumarskog fakulteta u Beogradu.
Godine 1941. vraća se u Zagreb te radi kao savjetnik u Ministarstvu za bogoštovlje i nastavu. Nakon toga postaje redoviti profesor na Poljoprivredno-šumarskom fakultetu. U siječnju 1942. imenovan je Poglavnikovim županom, a od listopada 1942. bio je ministar narodnog gospodarstva te ministar šuma i ruda u vladi NDH od listopada 1943. godine.
Nakon kraćeg zatočeništva u Austriji i Italiji, odlazi 1946. godine u Argentinu. Tamo je radio u Ministarstvu za agrikulturu i stočarstvo, a zatim kao glavni ravnatelj za pošumljavanje. Bio je suosnivač prvog Šumarskog fakulteta u Santiagu del Estero te je predavao na fakultetima u Čileu i Argentini. Godine 1995. javno je rehabilitiran na Šumarskom fakultetu u Zagrebu. Umro je u Tucumanu 25. listopada 1963. godine.
Bio je predsjednik Jugoslavenskoga šumarskog udruženja, HPD Tomislav u Zemunu te dopisni član Češke akademije.

### Knjige
- Dobrovšak, Ljiljana; Šakić, Vlado, ur. 2020. Leksikon hrvatskoga iseljeništva i manjina. Institut društvenih znanosti Ivo Pilar. Zagreb.

### Članci
- Piškorić, Oskar. 1983. Balen, Josip. Hrvatski biografski leksikon. Zagreb.  journal zahtijeva |journal= (pomoć)